# 連山車
連山車（れんだし）は、福島県福島市で、毎年10月の体育の日を含む3連休に、福島稲荷神社例大祭のいち催しとして行われる。その例大祭2日目の日曜日に行われる福島の代表的な催しである。

## 概要
福島稲荷神社例大祭については、通称「秋祭り」「福島祭」と呼ばれ、かつて祭日に伴い10月9・10・11日に行われていたが、 2000年からハッピーマンデー制度により、体育の日を含む3連休に変更になった。
江戸時代の頃に福島城下の総鎮守の祭礼とされ、福島城下七町（柳町、荒町、中町、本町、上町、北南町、馬喰町）を中心として、奥州街道や神社境内を練り歩いた。七町に限っては福島城に山車が入って城主に拝謁する事が許され、入城する順番も決められていた。年々贅沢で派手になってきたことから、お上より中止の命令が出された年もあったほど、盛大に行われていた歴史を持つ。

## 連山車
旧来、福島市の多くの町会は、それぞれ山車を保有し、町会ごとにばらばらに引き回していたが、青年有志が1か所にまとめることを発案し、福島稲荷神社例大祭に伴い行われたことが始まりである。開始当時は福島市都心部（旧福島村）の稲荷神社氏子町内だったが、段々参加する町会が増える。連山車に限っては、氏子町内外からの参加があり、現在23基の山車が引き回される。現在、福島秋祭り連山車実行委員会が主体となって運営を行っている。
連山車は、2日目の日曜日に行われ、山車が栄通り（駅前通り）に一堂に会し、太鼓の披露や観客に向けての振る舞いが行われる。
山車は破風屋根の曳き山が多く、提灯が飾り付けられている。
町会によっては奥州街道（旧国道4号）や国道13号等の交通量の多い道路を使用する上、街なかの道路は狭く追い抜きなどもしにくく車が連なるため、期間中の自動車の通行には注意が必要である。路線バスや高速バスにも影響を及ぼす場合があり、公共交通利用者は、その点を頭に入れておく必要がある。
参加町会（五十音順）
| - 荒町 - 大町・上町 - 太田町 - 置賜町 - 上浜町 - 北町 | - 五老内町 - 栄町 - 五月町 - 新町 - 陣場町 - 清明町 | - 天神町 - 豊田町 - 中町（中町・杉妻町） - 万世町 - 三河町（三河北町・三河南町） - 南町 | - 宮下町 - 本町 - 矢剣町 - 柳町・御倉町 - 早稲町 - 豊田町 - （追加参加枠など） |

※ 例年、五老内町は、駅前通りには向かわず、県庁通り沿いの上町交差点から合流する。